# نیما سروستانی
نیما سروستانی (زاده ۱۹۵۸) مستندساز، کارگردان و تهیه‌کننده ایرانی-سوئدی است.

## زندگی
نیما سروستانی متولد شیراز در استان فارس در ایران است. وی کار هنری را قبل از سال ۱۳۵۷ با مجسمه‌سازی شروع کرد و هم‌زمان در روزنامه‌های پارس شیراز و آیندگان می‌نوشت. وی از سال ۱۳۶۳ در سوئد کار و زندگی می‌کند و در این کشور به مستندسازی رو آورده و سالهاست که به عنوان مستندساز فعالیت می‌کند.
خانوادهٔ نیما سروستانی از جمله خانواده‌هایی است که عضوی از خانواده را در جریان قتل‌عام زندانیان سیاسی در تابستان ۶۷ در ایران از دست داده‌اند. نیما سروستانی در سال ۲۰۱۴ در اینباره فیلم مستندی به نام «آن‌ها که گفتند نه» را ساخت که در جشنواره جهانی فیلم‌های مستند آمستردام (ایدفا) به نمایش درآمد.

## آثار سینمایی
- ۲۰۱۶ - خواهران زندان ۹۰ دقیقه
- ۲۰۱۴ - آن‌ها که گفتند نه
- ۲۰۱۲ - بی برقع در بند
- ۲۰۱۱ - قیمت من پنجاه گوسفند بود
- ۲۰۰۸ - روی مرز نومیدی
- ۲۰۰۶ - حراج کلیۀ ایرانی
- ۲۰۰۴ - برهنه و باد
- ۲۰۰۱ - میهمان مرد مرده
- ۱۹۹۸ - مسعود
- ۱۹۹۵ - دایرۀ بسته
- ۱۹۹۵ - مداد نوک تیز
- ۱۹۹۳ - شرم
- ۱۹۹۲ - قدرت نفوذ